# Nightmare Motel
Nightmare Motel was een soort escaperoom in het Belgische pretpark Bobbejaanland. Omwille van het schrikeffect was de attractie niet geschikt onder twaalf jaar. Nightmare Motel was een betalende attractie, wat wil zeggen dat het niet is inbegrepen in het inkomticket van Bobbejaanland. Een ticket kostte €5,00, maar met een abonnement betaalde je slechts €3,00. De attractie was enkel geopend tussen 13:00 en 16:00. Op het einde van het parkseizoen 2019 sloot deze attractie. Dit omdat het contract met externe uitbater, Del Dracco Entertainment, afliep.

## Verhaal
Na het inchecken aan de motelbalie werden de bezoekers opgesloten in een kamer waar ze een sleutel dienden te zoeken. Eenmaal uit de kamer kwam men terecht in de rest van het motel: een spookhuis waarin een psychopaat met kettingzaag zich ophoudt en de bezoekers opjaagt.

## Locatie
Nightmare Motel was gebouwd in een reeds bestaand gebouw in het cowboydorp van Bobbejaanland. Op de vrijgekomen locatie opende Bobbejaanland later het spookhuis Texas Butcher.
Afbeeldingen